# Studebaker M-Series
Studebaker Series M — грузовик, производившийся компанией Studebaker с 1938 по 1958 год. Было произведено около 90 000 единиц этих машин, после чего эта модель была заменена Studebaker E-Series. С 1955 по 1958 год оба грузовика производились вместе. Грузовик заменил более ранние Studebaker-ы, производство которых прекратилось в 1941 году. За последние 2 года производства, то есть с 1956 по 1958 год, было продано около 10 000 грузовиков, после чего их полностью заменила новая модель Studebaker E-Series.